# Les Hauts de Hurlevent (film, 1939)
Pour les articles homonymes, voir Les Hauts de Hurlevent (homonymie).
Pour plus de détails, voir Fiche technique et Distribution.

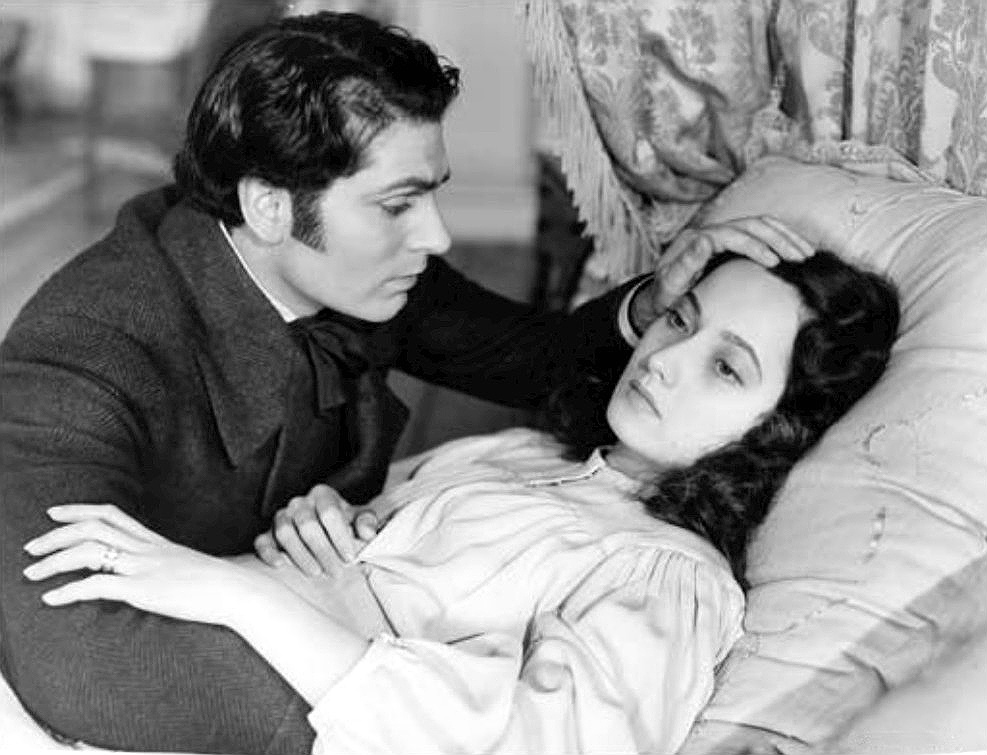
Laurence Olivier et Merle Oberon.

Les Hauts de Hurlevent (Wuthering Heights) est un film américain en noir et blanc de William Wyler produit par Samuel Goldwyn et sorti en 1939. Adapté  du roman d'Emily Brontë, il ne traite que 16 chapitres sur les 34 du livre (en éliminant la seconde génération des personnages).
Cité huit fois aux Oscars 1940, il remporte celui de la meilleure photographie noir et blanc ainsi que le New York Film Critics Award du meilleur film en 1939. 
Il est inscrit depuis 2007 au National Film Registry pour être conservé à la Bibliothèque du Congrès des États-Unis pour tous les temps en raison de son « importance culturelle, historique ou esthétique » .

## Synopsis
Mr. Earnshaw a deux enfants : le fils aîné, Hindley et une fille, Catherine. Un jour, il ramène d'un voyage un enfant abandonné de six ans, Heathcliff, dont l'origine est inconnue, et qu'il traite comme son second fils. Hindley entre rapidement en conflit avec Heathcliff et lorsqu'à la mort de ses parents, il devient le maître de la maison ; il traite Heathcliff comme un vulgaire domestique.
Catherine devient ravissante ; elle est courtisée par un riche héritier qu'elle épousera, au grand dam d'Heathcliff, qui a toujours été amoureux d'elle. Pourtant Catherine aussi aime passionnément Heathcliff depuis toujours.

## Fiche technique
- Titre original : Wuthering Heights
- Titre français : Les Hauts de Hurlevent
- Réalisation : William Wyler
- Scénario : Charles MacArthur, Ben Hecht et John Huston (non crédité) d'après le roman Les Hauts de Hurlevent de Emily Brontë
- Photographie : Gregg Toland
- Montage : Daniel Mandell
- Musique : Alfred Newman
- Direction artistique : James Basevi et Alexander Toluboff (non crédité)
- Décoratrice de plateau : Julia Heron (non créditée)
- Costumes : Omar Kiam
- Production : Samuel Goldwyn
- Société de production : Samuel Goldwyn Productions
- Société de distribution : United Artists
- Pays d'origine :  États-Unis
- Format : Noir et blanc - 35 mm - 1,37:1 - Son : Mono (Western Electric Mirrophonic Recording)
- Genre : Drame romantique
- Durée : 104 minutes
- Dates de sortie : 
  - États-Unis : 24 mars 1939 (première mondiale à Hollywood), 7 avril 1939 (sortie nationale)
  - France : 3 mai 1939
- Affiches : Georges Dastor, Jean Mascii, Vanni Tealdi (France)

## Distribution
- Laurence Olivier (VF : Marc Valbel) : Heathcliff
- Merle Oberon (VF : Colette Broïdo) : Catherine Earnshaw
- David Niven (VF : René Dary) : Edgar Linton
- Geraldine Fitzgerald : Isabella Linton, soeur d'Edgar
- Hugh Williams (VF : Jean Martinelli) : Hindley Earnshaw
- Flora Robson : Ellen Dean
- Leo G. Carroll : Joseph
- Donald Crisp : Dr. Kenneth
- Cecil Kellaway (VF : Camille Guerini) : Mr. Earnshaw, père de Catherine et Hindley
- Miles Mander (VF : Léonce Corne) : Lockwood
- Rex Downing (en) : Heathcliff enfant
- Sarita Wooton : Catherine enfant
- Douglas Scott : Hindley enfant

## Récompenses et nominations
- Oscars 1940 : Oscar de la meilleure photographie noir et blanc, ainsi que 7 autres nominations.
- National Film Preservation Board en 2007.

Note: La même année Autant en emporte le vent gagne l'Oscar de la meilleure photographie couleurs (cet Oscar a été scindé en deux catégories de 1939 à 1967).